# Miamira flavicostata
Miamira flavicostata Baba, 1940 è un mollusco nudibranchio della famiglia Chromodorididae.

## Descrizione
Bordo del mantello con una fascia bianco-giallastra, più o meno grande, a disegni semicircolari, interrotta da una leggera colorazione azzurra; il resto del mantello è rosso-marrone, con chiazzature e strisce rosse, viola o arancio. Il piede è azzurro, a tratti violaceo, con chiazze giallo o arancio. I rinofori sono viola alla base, cerchiata in arancio, poi arancio, ciuffo branchiale rosso arancio, con strisce bianche, opache. Sul dorso possono essere presenti fino a tre lobi, l'ultimo dei quali, posto di fronte al ciuffo branchiale, è il più grande e supera in dimensioni le branchie.

## Distribuzione e habitat
Giappone ed Oceano Pacifico occidentale, sulla fascia tropicale.

## Tassonomia
Considerata inizialmente una varietà cromatica di Miamira magnificum (Eliot, 1910) venne in seguito posta nel genere Ceratosoma, col nome di C. flavicostatum.